# Adelio Ballerini
Pour les articles homonymes, voir Ballerini.
Adelio Ballerini est un architecte français. Il est l’auteur des plans de plusieurs villas balnéaires de La Baule.

## Biographie
Adelio Ballerini, chef d’agence de Paul-Henri Datessen, continue les travaux de la villa balnéaire du Pouliguen Saint-Kiriec avec l'architecte nazairien Marcel Chaney, à la mort de son associé en juillet 1938.
Il est l'auteur, en 1940, d’un projet de villa balnéaire à La Baule, construite par Philippe Louis vers 1960. Il réalise dans cette même période les villas balnéaires Kerralaneg et Les Touragnes à La Baule et réhabilite la villa San Marco vers 1939.